# Едуард Дженър
Едуард Дженър е английски лекар и учен. Създава ваксината срещу едра шарка, която е първата ваксина в света. Наричан е бащата на имунологията.
Къщата му се намира в село Бъркли, която е превърната в малък музей.

## Биография
Роден е на 17 май 1749 (6 май стар стил) в Бъркли.
Дженър се жени за Катрин Кингскоте, която умира от туберкулоза през 1815 г. През 2002 г. е включен в списъка на 100-те най-велики британци в BBC. Умира на 26 януари 1823 г. в Бъркли.

## Религия
Дженър е християнин, който в личната си кореспонденция показва себе си доста духовен. Той цени библията.